# Doanh Giang
Doanh Giang (盈江县) là một huyện thuộc châu tự trị dân tộc Thái, Cảnh Pha Đức Hoành, tỉnh Vân Nam, Cộng hòa Nhân dân Trung Hoa. Huyện này có diện tích 4429 km², dân số năm 2004 là 27 vạn người. Chính quyền huyện đóng ở trấn Bình Nguyên. Huyện được chia thành 8 trấn và 8 hương.
- Trấn: Bình Nguyên, Cựu Thành, Na Bang, Lộng Chương, Trản Tây, Khản Trường, Thái Bình và Tích Mã.
- Hương: Thái Bình, Tân Thành, Du Tùng Dục, Mang Chương, Chi Na, Tô Điển, Mãnh Lộng và Đồng Bích Quan.

## Khí hậu
| Dữ liệu khí hậu của Doanh Giang, elevation 827 m (2.713 ft), (1991–2020 normals, extremes 1981–2010) | Dữ liệu khí hậu của Doanh Giang, elevation 827 m (2.713 ft), (1991–2020 normals, extremes 1981–2010) | Dữ liệu khí hậu của Doanh Giang, elevation 827 m (2.713 ft), (1991–2020 normals, extremes 1981–2010) | Dữ liệu khí hậu của Doanh Giang, elevation 827 m (2.713 ft), (1991–2020 normals, extremes 1981–2010) | Dữ liệu khí hậu của Doanh Giang, elevation 827 m (2.713 ft), (1991–2020 normals, extremes 1981–2010) | Dữ liệu khí hậu của Doanh Giang, elevation 827 m (2.713 ft), (1991–2020 normals, extremes 1981–2010) | Dữ liệu khí hậu của Doanh Giang, elevation 827 m (2.713 ft), (1991–2020 normals, extremes 1981–2010) | Dữ liệu khí hậu của Doanh Giang, elevation 827 m (2.713 ft), (1991–2020 normals, extremes 1981–2010) | Dữ liệu khí hậu của Doanh Giang, elevation 827 m (2.713 ft), (1991–2020 normals, extremes 1981–2010) | Dữ liệu khí hậu của Doanh Giang, elevation 827 m (2.713 ft), (1991–2020 normals, extremes 1981–2010) | Dữ liệu khí hậu của Doanh Giang, elevation 827 m (2.713 ft), (1991–2020 normals, extremes 1981–2010) | Dữ liệu khí hậu của Doanh Giang, elevation 827 m (2.713 ft), (1991–2020 normals, extremes 1981–2010) | Dữ liệu khí hậu của Doanh Giang, elevation 827 m (2.713 ft), (1991–2020 normals, extremes 1981–2010) | Dữ liệu khí hậu của Doanh Giang, elevation 827 m (2.713 ft), (1991–2020 normals, extremes 1981–2010) |
| Tháng                                                                                                | 1 | 2 | 3 | 4 | 5 | 6 | 7 | 8 | 9 | 10                                                                                                   | 11                                                                                                   | 12                                                                                                   | Năm                                                                                                  |
| --- | --- | --- | --- | --- | --- | --- | --- | --- | --- | --- | --- | --- | --- |
| Cao kỉ lục °C (°F)                                                                                   | 26.7 (80.1)                                                                                          | 31.2 (88.2)                                                                                          | 34.1 (93.4)                                                                                          | 36.0 (96.8)                                                                                          | 36.1 (97.0)                                                                                          | 34.9 (94.8)                                                                                          | 34.0 (93.2)                                                                                          | 35.1 (95.2)                                                                                          | 35.3 (95.5)                                                                                          | 34.2 (93.6)                                                                                          | 30.1 (86.2)                                                                                          | 26.7 (80.1)                                                                                          | 36.1 (97.0)                                                                                          |
| Trung bình ngày tối đa °C (°F)                                                                       | 22.2 (72.0)                                                                                          | 24.4 (75.9)                                                                                          | 27.8 (82.0)                                                                                          | 29.8 (85.6)                                                                                          | 29.6 (85.3)                                                                                          | 28.7 (83.7)                                                                                          | 28.0 (82.4)                                                                                          | 28.9 (84.0)                                                                                          | 29.3 (84.7)                                                                                          | 28.1 (82.6)                                                                                          | 25.6 (78.1)                                                                                          | 22.9 (73.2)                                                                                          | 27.1 (80.8)                                                                                          |
| Trung bình ngày °C (°F)                                                                              | 12.8 (55.0)                                                                                          | 15.0 (59.0)                                                                                          | 18.6 (65.5)                                                                                          | 21.7 (71.1)                                                                                          | 23.6 (74.5)                                                                                          | 24.3 (75.7)                                                                                          | 24.2 (75.6)                                                                                          | 24.5 (76.1)                                                                                          | 23.9 (75.0)                                                                                          | 21.8 (71.2)                                                                                          | 17.5 (63.5)                                                                                          | 13.9 (57.0)                                                                                          | 20.2 (68.3)                                                                                          |
| Tối thiểu trung bình ngày °C (°F)                                                                    | 6.5 (43.7)                                                                                           | 8.2 (46.8)                                                                                           | 11.8 (53.2)                                                                                          | 15.6 (60.1)                                                                                          | 19.2 (66.6)                                                                                          | 21.6 (70.9)                                                                                          | 21.9 (71.4)                                                                                          | 22.0 (71.6)                                                                                          | 20.9 (69.6)                                                                                          | 17.9 (64.2)                                                                                          | 12.3 (54.1)                                                                                          | 8.1 (46.6)                                                                                           | 15.5 (59.9)                                                                                          |
| Thấp kỉ lục °C (°F)                                                                                  | −0.8 (30.6)                                                                                          | 1.0 (33.8)                                                                                           | 2.6 (36.7)                                                                                           | 8.2 (46.8)                                                                                           | 13.4 (56.1)                                                                                          | 16.7 (62.1)                                                                                          | 16.3 (61.3)                                                                                          | 18.3 (64.9)                                                                                          | 15.1 (59.2)                                                                                          | 8.7 (47.7)                                                                                           | 3.9 (39.0)                                                                                           | 1.6 (34.9)                                                                                           | −0.8 (30.6)                                                                                          |
| Lượng Giáng thủy trung bình mm (inches)                                                              | 21.3 (0.84)                                                                                          | 19.9 (0.78)                                                                                          | 24.6 (0.97)                                                                                          | 64.0 (2.52)                                                                                          | 156.6 (6.17)                                                                                         | 322.7 (12.70)                                                                                        | 329.7 (12.98)                                                                                        | 240.5 (9.47)                                                                                         | 157.8 (6.21)                                                                                         | 109.9 (4.33)                                                                                         | 30.7 (1.21)                                                                                          | 8.1 (0.32)                                                                                           | 1.485,8 (58.5)                                                                                       |
| Số ngày giáng thủy trung bình (≥ 0.1 mm)                                                             | 3.2                                                                                                  | 4.5                                                                                                  | 5.6                                                                                                  | 10.4                                                                                                 | 17.4                                                                                                 | 23.9                                                                                                 | 25.9                                                                                                 | 22.6                                                                                                 | 17.4                                                                                                 | 13.1                                                                                                 | 4.5                                                                                                  | 2.0                                                                                                  | 150.5                                                                                                |
| Độ ẩm tương đối trung bình (%)                                                                       | 74                                                                                                   | 68                                                                                                   | 63                                                                                                   | 65                                                                                                   | 74                                                                                                   | 84                                                                                                   | 87                                                                                                   | 85                                                                                                   | 84                                                                                                   | 81                                                                                                   | 78                                                                                                   | 77                                                                                                   | 77                                                                                                   |
| Số giờ nắng trung bình tháng                                                                         | 247.8                                                                                                | 225.1                                                                                                | 239.9                                                                                                | 224.6                                                                                                | 189.3                                                                                                | 112.2                                                                                                | 89.5                                                                                                 | 123.4                                                                                                | 148.8                                                                                                | 186.8                                                                                                | 233.4                                                                                                | 250.8                                                                                                | 2.271,6                                                                                              |
| Phần trăm nắng có thể                                                                                | 74                                                                                                   | 70                                                                                                   | 64                                                                                                   | 59                                                                                                   | 46                                                                                                   | 28                                                                                                   | 22                                                                                                   | 31                                                                                                   | 41                                                                                                   | 53                                                                                                   | 72                                                                                                   | 76                                                                                                   | 53                                                                                                   |
| Nguồn: China Meteorological Administration                                                           | | | | | | | | | | | | | |